# Jean Louis Lassaigne
Jean Louis Lassaigne (22 de setembro de 1800 — 18 de março de 1859) foi um químico francês. Ele é conhecido pelo teste de Lassaigne, método criado por ele para análise elementar de compostos orgânicos.

## Vida profissional
Lassaigne nasceu em Paris. Inicialmente, trabalhou no laboratório de Louis Nicolas Vauquelin, e, em 1828, foi nomeado professor de química e física na École Royale Vétérinaire d'Alfort (Escola Real de Medicina Veterinária de Alfort) em Maisons-Alfort. Ele desempenhou essa função até 1854.

## Contribuições e principais obras
Em 1825, Lassaigne fez parceria com François Leuret para publicar "Recherches physiques et chimiques pour servir à l'historie de la digestion" (Pesquisa Física e Química para A Compreensão da Digestão). Quatro anos depois, Lassaigne escreveu uma investigação sobre a química como parte das ciências médicas: "Abrégé élémentaire de chimie considérée comme science accessoire à l'étude de la médecine, de la pharmacie et de l'histoire naturelle" (Resumo Elementar da Química Considerada como Um Acessório Científico para O Estudo da Medicina, da Farmácia e da História Natural), ao mesmo tempo que foi admitido como membro da prestigiada "Société de Chimie Médicale" (Sociedade de Química Médica) em Paris.
Ele se tornou um pesquisador químico e fez pesquisas relacionadas a química pura, química inorgânica, química industrial, química animal e química forense, o que o levou a muitas descobertas. Suas grandes obras foram estudos sobre éter fosfórico, ácido pirocítrico, piroácidos do ácido málico, sais de cromo e compostos de iodo. Lassaigne também pesquisou processos de carbonização de matéria orgânica.
Lassaigne descobriu novos alcaloides e fez grandes investigações relacionadas à toxicologia do fósforo e do ácido cianídrico. Ele também descobriu novos corantes e, em 1831, ganhou um prêmio da "Société d'Encouragement de l'Industrie" (Sociedade para o Encorajamento da Indústria) por seu trabalho no processo de elaboração de esmalte para cerâmica.
Em 1843, ele apresentou um procedimento para detectar a presença de nitrogênio em compostos orgânicos aquecendo-os com potássio fundido. Este procedimento foi posteriormente estendido para a detecção de enxofre e de halogênios em compostos orgânicos, passando a ser realizado principalmente com sódio metálico.